# David Čolina
David Čolina (Zagabria, 19 luglio 2000) è un calciatore croato, difensore dell'Osijek in prestito dall'Augusta.

## Caratteristiche tecniche
Terzino sinistro di spinta dotato di grande velocità e tecnica che gli permetto l'incisione sulla fascia oltre la costruzione dell'azione tramite cross. Carente nel gioco aereo non di certo privilegiato dalla modica statura.
Considerato uno dei talenti più promettenti nel suo ruolo, nel 2017 è stato inserito nella lista dei migliori sessanta calciatori nati nel 2000 stilata da The Guardian.

## Carriera

### Club

#### Giovanili
È cresciuto calcisticamente nel Hrvatski Dragovoljac, club della città natia per poi passare nel più prestigioso settore giovanile del Dinamo Zagabria.
Nel 2018 è stato acquistato dal Monaco con il quale è stato per una stagione.

#### Hajduk Spalato
Il 18 luglio 2019 si accasa all'Hajduk Spalato firmando un contratto valido fino al 30 giugno 2023. Dieci giorni dopo fa il suo debutto con i Bili nonché in 1.HNL, disputa da titolare il match in esterna vinto contro il Varaždin (0-3). Il 30 ottobre seguente fa il suo debutto in Coppa di Croazia disputando l'ottavo di finale perso 2-1 contro il HNK Gorica.
Il 17 settembre 2020 fa il suo debutto europeo, disputa il secondo turno di qualificazione di Europa League vinto 0:1 contro il Renova.
Il 7 novembre seguente segna la sua prima rete in carriera, mette a referto la rete del definitivo 1-1 nel derby casalingo di campionato pareggiato contro l'Osijek. Torna al gol il 6 marzo 2021 nel match casalingo di campionato vinto contro il Varaždin (2-0). Il 26 maggio 2022 subentra nella vittoriosa finale di Coppa di Croazia contro il Rijeka (1:3) aggiudicandosi così il primo trofeo in carriera. Il 4 settembre seguente, in occasione della sua centesima presenza con la casacca dei Majstori s mora, trova la rete del 1-1 nel match casalingo di campionato vinto contro il Slaven Belupo (5-1).

#### Augusta ed il prestito al Vejle
Il 14 gennaio 2023 si trasferisce tra le file dell'Augusta firmando un contratto valido fino al 30 giugno 2027. Otto giorni dopo fa il suo debutto con il club tedesco trovando anche il gol nel match di Bundesliga perso 4-3 contro il Borussia Dortmund.
Il 24 gennaio 2024 si trasferisce in prestito al Vejle fino al termine della stagione. Fa il suo esordio con i De Røde il 25 febbraio seguente, subentra a Miiko Albornoz nel match di campionato vinto 2-0 contro il Silkeborg.

### Nazionale
Con la nazione giovanile ha fatto tutta la trafila dall'Under-14 al Under-21. Il 9 maggio 2017 ai gironi degli Europei Under-17 Croazia 2017 segna il gol del momentaneo 1-0 contro la Spagna (1-1).
Il 11 ottobre 2019 fa il suo debutto con la Croazia Under-21, subentra nel secondo tempo al posto di Domagoj Bradarić nell'amichevole vinta contro l'Ungheria (1-4). Tre giorni dopo parte da titolare nel match vinto contro il San Marino. Il 28 marzo 2021 fa il suo debutto all'Europeo di categoria, subentra al posto di Dario Špikić nel match vinto 3-2 contro la Svizzera.

## Statistiche

### Cronologia presenze e reti in nazionale
| Cronologia completa delle presenze e delle reti in nazionale ― Croazia under 21 | Cronologia completa delle presenze e delle reti in nazionale ― Croazia under 21 | Cronologia completa delle presenze e delle reti in nazionale ― Croazia under 21 | Cronologia completa delle presenze e delle reti in nazionale ― Croazia under 21 | Cronologia completa delle presenze e delle reti in nazionale ― Croazia under 21 | Cronologia completa delle presenze e delle reti in nazionale ― Croazia under 21 | Cronologia completa delle presenze e delle reti in nazionale ― Croazia under 21 | Cronologia completa delle presenze e delle reti in nazionale ― Croazia under 21 |
| Data                                                                            | Città                                                                           | In casa                                                                         | Risultato                                                                       | Ospiti                                                                          | Competizione                                                                    | Reti                                                                            | Note                                                                            |
| ------------------------------------------------------------------------------- | ------------------------------------------------------------------------------- | ------------------------------------------------------------------------------- | ------------------------------------------------------------------------------- | ------------------------------------------------------------------------------- | ------------------------------------------------------------------------------- | ------------------------------------------------------------------------------- | ------------------------------------------------------------------------------- |
| 11-10-2019                                                                      | Zalaegerszeg                                                                    | Ungheria under 21                                                               | 1 – 4                                                                           | Croazia under 21                                                                | Amichevole                                                                      | -                                                                               | 46’                                                                             |
| 14-10-2019                                                                      | Serravalle                                                                      | San Marino under 21                                                             | 0 – 7                                                                           | Croazia under 21                                                                | Qual. Europeo Under-21 2021                                                     | -                                                                               |                                                                                 |
| 8-10-2020                                                                       | Zagabria                                                                        | Croazia under 21                                                                | 10 – 0                                                                          | San Marino under 21                                                             | Qual. Europeo Under-21 2021                                                     | -                                                                               |                                                                                 |
| 12-11-2020                                                                      | Edimburgo                                                                       | Scozia under 21                                                                 | 2 – 2                                                                           | Croazia under 21                                                                | Qual. Europeo Under-21 2021                                                     | -                                                                               | 68’                                                                             |
| 28-3-2021                                                                       | Capodistria                                                                     | Croazia under 21                                                                | 3 – 2                                                                           | Svizzera under 21                                                               | Europeo Under-21 2021 - 1º turno                                                | -                                                                               | 75’                                                                             |
| 31-3-2021                                                                       | Capodistria                                                                     | Croazia under 21                                                                | 1 – 2                                                                           | Inghilterra under 21                                                            | Europeo Under-21 2021 - 1º turno                                                | -                                                                               | 64’                                                                             |
| 2-9-2021                                                                        | Velika Gorica                                                                   | Croazia under 21                                                                | 2 – 0                                                                           | Azerbaigian under 21                                                            | Qual. Europeo Under-21 2023                                                     | -                                                                               |                                                                                 |
| 7-9-2021                                                                        | Oulu                                                                            | Finlandia under 21                                                              | 0 – 2                                                                           | Croazia under 21                                                                | Qual. Europeo Under-21 2023                                                     | -                                                                               |                                                                                 |
| 8-10-2021                                                                       | Varaždin                                                                        | Croazia under 21                                                                | 3 – 2                                                                           | Norvegia under 21                                                               | Qual. Europeo Under-21 2023                                                     | -                                                                               |                                                                                 |
| 12-10-2021                                                                      | Sumqayıt                                                                        | Azerbaigian under 21                                                            | 1 – 5                                                                           | Croazia under 21                                                                | Qual. Europeo Under-21 2023                                                     | -                                                                               |                                                                                 |
| 11-11-2021                                                                      | Pola                                                                            | Croazia under 21                                                                | 2 – 0                                                                           | Estonia under 21                                                                | Qual. Europeo Under-21 2023                                                     | -                                                                               |                                                                                 |
| 3-6-2022                                                                        | Drammen                                                                         | Norvegia under 21                                                               | 3 – 2                                                                           | Croazia under 21                                                                | Qual. Europeo Under-21 2023                                                     | -                                                                               |                                                                                 |
| 8-6-2022                                                                        | Pärnu                                                                           | Estonia under 21                                                                | 0 – 4                                                                           | Croazia under 21                                                                | Qual. Europeo Under-21 2023                                                     | -                                                                               | 64’                                                                             |
| 23-9-2022                                                                       | Pola                                                                            | Croazia under 21                                                                | 2 – 1                                                                           | Danimarca under 21                                                              | Qual. Europeo Under-21 2023                                                     | -                                                                               | 87’                                                                             |
| 27-9-2022                                                                       | Vejle                                                                           | Danimarca under 21                                                              | 2 – 1 (4-5 dtr)                                                                 | Croazia under 21                                                                | Qual. Europeo Under-21 2023                                                     | -                                                                               | 90+1’                                                                           |
| 21-6-2023                                                                       | Bucarest                                                                        | Ucraina under 21                                                                | 2 – 0                                                                           | Croazia under 21                                                                | Europeo Under-21 2023 - 1º turno                                                | -                                                                               | 58’                                                                             |
| 24-6-2023                                                                       | Bucarest                                                                        | Spagna under 21                                                                 | 1 – 0                                                                           | Croazia under 21                                                                | Europeo Under-21 2023 - 1º turno                                                | -                                                                               | 73’                                                                             |
| Totale                                                                          |                                                                                 | Presenze                                                                        | 17                                                                              |                                                                                 | Reti                                                                            | 0                                                                               |                                                                                 |

| Cronologia completa delle presenze e delle reti in nazionale ― Croazia under 20 | Cronologia completa delle presenze e delle reti in nazionale ― Croazia under 20 | Cronologia completa delle presenze e delle reti in nazionale ― Croazia under 20 | Cronologia completa delle presenze e delle reti in nazionale ― Croazia under 20 | Cronologia completa delle presenze e delle reti in nazionale ― Croazia under 20 | Cronologia completa delle presenze e delle reti in nazionale ― Croazia under 20 | Cronologia completa delle presenze e delle reti in nazionale ― Croazia under 20 | Cronologia completa delle presenze e delle reti in nazionale ― Croazia under 20 |
| Data                                                                            | Città                                                                           | In casa                                                                         | Risultato                                                                       | Ospiti                                                                          | Competizione                                                                    | Reti                                                                            | Note                                                                            |
| ------------------------------------------------------------------------------- | ------------------------------------------------------------------------------- | ------------------------------------------------------------------------------- | ------------------------------------------------------------------------------- | ------------------------------------------------------------------------------- | ------------------------------------------------------------------------------- | ------------------------------------------------------------------------------- | ------------------------------------------------------------------------------- |
| 6-9-2019                                                                        | Zagabria                                                                        | Croazia under 20                                                                | 1 – 1                                                                           | Francia under 20                                                                | Amichevole                                                                      | -                                                                               | 90’                                                                             |
| Totale                                                                          |                                                                                 | Presenze                                                                        | 1                                                                               |                                                                                 | Reti                                                                            | 0                                                                               |                                                                                 |

| Cronologia completa delle presenze e delle reti in nazionale ― Croazia under 19 | Cronologia completa delle presenze e delle reti in nazionale ― Croazia under 19 | Cronologia completa delle presenze e delle reti in nazionale ― Croazia under 19 | Cronologia completa delle presenze e delle reti in nazionale ― Croazia under 19 | Cronologia completa delle presenze e delle reti in nazionale ― Croazia under 19 | Cronologia completa delle presenze e delle reti in nazionale ― Croazia under 19 | Cronologia completa delle presenze e delle reti in nazionale ― Croazia under 19 | Cronologia completa delle presenze e delle reti in nazionale ― Croazia under 19 |
| Data                                                                            | Città                                                                           | In casa                                                                         | Risultato                                                                       | Ospiti                                                                          | Competizione                                                                    | Reti                                                                            | Note                                                                            |
| ------------------------------------------------------------------------------- | ------------------------------------------------------------------------------- | ------------------------------------------------------------------------------- | ------------------------------------------------------------------------------- | ------------------------------------------------------------------------------- | ------------------------------------------------------------------------------- | ------------------------------------------------------------------------------- | ------------------------------------------------------------------------------- |
| 23-9-2017                                                                       | Doha                                                                            | Giappone under 19                                                               | 2 – 3                                                                           | Croazia under 19                                                                | Amichevole                                                                      | -                                                                               | 46’                                                                             |
| 25-9-2017                                                                       | Doha                                                                            | Australia under 19                                                              | 0 – 2                                                                           | Croazia under 19                                                                | Amichevole                                                                      | -                                                                               | 90’                                                                             |
| 27-9-2017                                                                       | Doha                                                                            | Qatar under 19                                                                  | 1 – 0                                                                           | Croazia under 19                                                                | Amichevole                                                                      | -                                                                               | 46’                                                                             |
| 30-9-2017                                                                       | Doha                                                                            | Qatar under 19                                                                  | 1 – 0                                                                           | Croazia under 19                                                                | Amichevole                                                                      | -                                                                               |                                                                                 |
| 4-9-2018                                                                        | Zagabria                                                                        | Croazia under 19                                                                | 5 – 0                                                                           | India under 19                                                                  | Amichevole                                                                      | -                                                                               | 60’                                                                             |
| 6-9-2018                                                                        | Jastrebarsko                                                                    | Croazia under 19                                                                | 0 – 1                                                                           | Francia under 19                                                                | Amichevole                                                                      | -                                                                               |                                                                                 |
| 8-9-2018                                                                        | Samobor                                                                         | Croazia under 19                                                                | 3 – 2                                                                           | Slovenia under 19                                                               | Amichevole                                                                      | -                                                                               | 53’                                                                             |
| 9-10-2018                                                                       | Zagabria                                                                        | Croazia under 19                                                                | 2 – 1                                                                           | Turchia under 19                                                                | Amichevole                                                                      | -                                                                               |                                                                                 |
| 11-10-2018                                                                      | Ivanić-Grad                                                                     | Croazia under 19                                                                | 1 – 4                                                                           | Turchia under 19                                                                | Amichevole                                                                      | -                                                                               | 61’                                                                             |
| 14-11-2018                                                                      | Kroměříž                                                                        | Macedonia del Nord under 19                                                     | 1 – 1                                                                           | Croazia under 19                                                                | Qual. Europeo Under-19 2019                                                     | -                                                                               |                                                                                 |
| 17-11-2018                                                                      | Praga                                                                           | Croazia under 19                                                                | 2 – 1                                                                           | Lussemburgo under 19                                                            | Qual. Europeo Under-19 2019                                                     | -                                                                               | 74’                                                                             |
| 20-11-2018                                                                      | Praga                                                                           | Croazia under 19                                                                | 2 – 2                                                                           | Rep. Ceca under 19                                                              | Qual. Europeo Under-19 2019                                                     | -                                                                               |                                                                                 |
| 12-2-2019                                                                       | Parenzo                                                                         | Croazia under 19                                                                | 0 – 0                                                                           | Serbia under 19                                                                 | Amichevole                                                                      | -                                                                               |                                                                                 |
| 20-3-2019                                                                       | Signo                                                                           | Germania under 19                                                               | 2 – 1                                                                           | Croazia under 19                                                                | Qual. Europeo Under-19 2019                                                     | -                                                                               |                                                                                 |
| 23-3-2019                                                                       | Dugopoglie                                                                      | Ungheria under 19                                                               | 0 – 2                                                                           | Croazia under 19                                                                | Qual. Europeo Under-19 2019                                                     | -                                                                               |                                                                                 |
| 26-3-2019                                                                       | Signo                                                                           | Croazia under 19                                                                | 2 – 3                                                                           | Norvegia under 19                                                               | Qual. Europeo Under-19 2019                                                     | -                                                                               |                                                                                 |
| Totale                                                                          |                                                                                 | Presenze                                                                        | 16                                                                              |                                                                                 | Reti                                                                            | 0                                                                               |                                                                                 |

## Palmarès

### Club

#### Competizioni nazionali
- Coppa di Croazia: 1

Hajduk Spalato: 2021-2022